# Bejan Dadiani
Bejan I Dadiani fou mtavari de Mingrèlia del 1715 al 1728. Va succeir al seu pare Jordi IV Txikovani, que li havia cedit Letxkhúmia en feu des del 1704. Va ser col·locat en el tron per Jordi VII d'Imerècia.
Va morir en lluita contra els turc dirigits Yusuf Pasha, a Akhaitzykin, el 1728 i el va succeir el seu fill Otia Dadiani (Otia IV Dadiani). La seva filla Eleni-Khwaramzi va casar amb Guiorgui Nakaixidze, Príncep de Sanakashidzo, amb Jordi IV Gurieli de Imerècia, i amb Koshita III Chkeidze eristhavi de Ratxa (mort el 1729). Una altra filla, Mariam, es va casar amb Alexandre V d'Imerècia; i una tercera filla, Darejan, es va casar amb Mamuka (+1747) fill de Jordi VII d'Imerècia.